# Guillaume d'Ypres
Guillaume d'Ypres (vers 1090 - 24 janvier 1162, 1164 ou 1165, abbaye Saint-Pierre de Lo), burgrave d'Ypres puis gouverneur du Kent, fut un prétendant malheureux à la succession du comté de Flandre en 1119 puis en 1127-1128, et joua un rôle important en tant que capitaine de mercenaires pour le roi Étienne d'Angleterre durant la guerre civile pour la couronne d'Angleterre.

## Biographie
Il est le fils illégitime de Philippe d'Ypres et d'une concubine, et le petit-fils de Robert Ier († 1093), comte de Flandre. Son père atteste quelques chartes sous le titre de comte d'Ypres. Galbert de Bruges cite un passage d'une lettre de Louis VI de France disant de lui : « illégitime, né d'un père noble et d'une mère roturière qui continua toute sa vie durant à carder la laine ». Vers 1119, il épouse une nièce de Clémence de Bourgogne, l'épouse de Robert II de Flandre. Aucun n'enfant de lui n'est connu. Il succède à son père avant 1118, mais n'hérite pas du titre comtal.

### En Flandre

#### Succession au comté de Flandre (1119)
Son cousin Baudouin VII de Flandre meurt sans descendance en 1119. Guillaume est favori parmi les prétendants à la succession, car il est le dernier descendant en ligne directe mâle vivant de Robert Ier. Il est soutenu en cela par la mère de Baudouin VII, Clémence de Bourgogne, qui est aussi sa tante, et par Godefroid Ier de Louvain, le landgrave de Brabant, son second mari.
Mais Guillaume a le désavantage d'être un fils illégitime, au contraire de Charles de Danemark (Charles le Bon), fils de Knut IV de Danemark et d'Adèle de Flandre, que Baudouin lui-même a désigné comme successeur. Charles finit par s'imposer par les armes. Guillaume réussit malgré tout à s'établir comme le comte effectif d'Ypres et de sa région, comme l'avait été son père.

#### Succession au comté de Flandre (1127-1128)
Le 2 mars 1127, Charles est assassiné par le clan Erembald, une famille de nombreux chevaliers et d'administrateurs qui redoutaient la perte de leurs pouvoirs. Guillaume occupe alors l'Ouest du comté et demande à ses vassaux de le reconnaître comme nouveau comte de Flandre. Pour Galbert de Bruges, il agit ainsi sur le conseil des meurtriers. Le chroniqueur l'accuse en plus d'avoir faussement prétendu avoir le soutien du roi Henri Ier d'Angleterre. Le 20 mars 1127, il fait exécuter un des membres importants de ce clan qui avait été capturé, coupant ainsi les liens qui pourraient avoir existé entre lui et les assassins.
Guillaume est alors considéré comme le successeur naturel au comté de Flandre. Mais le roi de France Louis VI lui oppose son propre beau-frère Guillaume Cliton, le fils de l'ex-duc de Normandie Robert Courteheuse, petit-fils de Mathilde de Flandre et arrière-petit-fils de Baudouin V de Flandre. Dès la fin mars, Cliton obtient le soutien de beaucoup de barons flamands, et est reçu dans les villes de Bruges et Gand. Fin avril, il attaque alors Ypres, se fait admettre dans la ville, et capture son rival. Guillaume est libéré mars 1128, après avoir été innocenté de toute implication dans le meurtre de Charles le Bon. 
Thierry d'Alsace, un autre petit-fils de Robert Ier, revendique alors le comté. Cliton est tué au combat en 1128, et Thierry d'Alsace est reconnu comte. Au début des années 1130, Guillaume d'Ypres lance une révolte contre le nouveau comte, mais ses motifs et le déroulement des événements ne sont pas connus. Par contre, il est sûr qu'il échoue et qu'il est banni du comté vers 1133.
Si après la mort de Baudouin VII en 1119, Guillaume d'Ypres n'est sans doute qu'une marionnette manipulée par d'autres, la suite de sa carrière en Flandre ne tient qu'à lui. Après l'épisode suivant la mort de Charles le Bon en 1127, il a souvent été dépeint comme un opportuniste impitoyable, se retournant contre ses alliés du clan Erembald quand leur sort était scellé. Mais il semble qu'il avait un soutien politique très important, car Galbert de Bruges concède qu'il avait 300 chevaliers à son service, et que 300 de plus venant de la maison militaire de Charles le Bon l'avaient rejoint. Le roi de France Louis VI le percevait comme une menace en tant qu'allié potentiel d'Henri Ier d'Angleterre. Ce sont des éléments importants tendant à prouver que Guillaume d'Ypres était un leader militaire et politique capable, et qu'il n'existait pas juste par son ascendance.

### En Angleterre

#### La guerre civile
Banni de ses terres natales, Guillaume émigre probablement à la cour d'Angleterre peu après qu'Étienne d'Angleterre (1135-1154) s'est emparé du trône. Il est probablement au service royal dès 1136, et en 1137 il est déjà un membre important de l'entourage du roi. En 1137, il est envoyé par Étienne en Normandie à la tête de mercenaires flamands, pour contrer une campagne du comte d'Anjou Geoffroy Plantagenêt. Il acquiert une réputation d'homme violent et impitoyable, notamment à partir de cette campagne pendant laquelle ses troupes de mercenaires effraient l'aristocratie normande.
Durant la guerre civile qui oppose Étienne à Mathilde l'Emperesse pour la couronne d'Angleterre, il est reconnu comme l'un des chefs militaires les plus capables se battant pour Étienne, et devient son ami et confident. Le roi l'envoie à nouveau en Normandie en mai 1138, accompagné du comte Galéran IV de Meulan, pour restaurer l'ordre dans le duché. Mais après que le comte Robert de Gloucester est passé dans le camp de l'Emperesse, la situation en Normandie devient très défavorable pour le roi. Guillaume d'Ypres est obligé de revenir dans le royaume en 1138-1139. En 1139, Guillaume semble impliqué dans l'arrestation des évêques de Salisbury, Ely et Lincoln.
Il participe à la bataille de Lincoln (1141) au cours de laquelle ses troupes sont mises en fuite et Étienne est capturé. À la bataille de Winchester, quelques mois plus tard, Guillaume est devenu le chef militaire du parti d'Étienne toujours emprisonné. Il dirige les troupes loyalistes et met en déroute les troupes de l'Emperesse. À la suite de cette bataille, Guillaume (III) de Warenne capture Robert de Gloucester, capitaine des troupes de Mathilde, ce qui permet un échange contre Étienne.

#### Gouverneur du Kent
Les chroniqueurs contemporains le décrivent comme ayant « tout le comté du Kent sous sa garde » et même « possédant le comté ». Il n'y a aucune preuve qu'il ait été créé comte de Kent, et lui-même n'assuma le titre. Toutefois, il avait sur ce comté les mêmes pouvoirs que les autres comtes créés par Étienne entre 1138 et 1140. Pour le roi, son rôle dans le Kent était particulièrement important politiquement et stratégiquement. Il semble d'ailleurs qu'il ait été installé là par Étienne en réaction au débarquement en Angleterre de Mathilde l'Emperesse en 1139, plutôt qu'en 1136 comme les historiens l'avaient supposé auparavant. Cette position, proche du continent, lui permettait de maintenir des liens forts avec le comté de Flandre. Cela devait être important pour l'effort de guerre d'Étienne du point de vue commercial, financier et surtout pour l'import de mercenaires flamands.
Il fonde l'abbaye de Sainte-Marie de Boxley vers 1146 y invitant les moines cisterciens de Clairvaux. En 1148, il est médiateur dans un conflit opposant le roi Étienne à l'archevêque de Cantorbéry Thibaut du Bec. Par la suite, alors que le conflit sur le sol anglais s'apaise, il semble beaucoup moins actif, peut-être parce qu'il est devenu aveugle.
Après le traité de Wallingford (1153) entre Étienne d'Angleterre et le futur Henri II, qui met fin à la guerre civile, sa position dans le Kent est clairement en danger. En effet, il ne tient aucune terre en fief, mais touche des revenus seulement en tant que gardien de cités et de domaines royaux. Après l'accession au trône d'Henri II en 1154, il quitte l'Angleterre avec la plupart de ses mercenaires. Toutefois, il n'y a pas de preuve qu'ils aient été expulsés du royaume. Henri II lui permet de conserver ses revenus jusqu'en 1156, année pour laquelle il gagne 440 livres sterling.
Depuis 1154 il avait l'autorisation de Thierry d'Alsace, le comte de Flandre, de se retirer dans ses possessions de Lo. Il se retire dans l'abbaye Saint-Pierre de Lo, où il meurt en 1164 ou 1165. Il est inhumé dans cette même abbaye que son père avait fondée.
Pour Christopher Tyerman, la carrière de Guillaume d'Ypres apporte une contradiction flagrante aux normes chevaleresques supposées de l'époque. Il se battait ouvertement pour son propre profit, mais se montra plus compétent et surtout plus loyal que ses homologues, les barons féodaux.

### Sources
- « William of Ypres », Christopher Tyerman, Who's Who in Early Medieval England, 1066-1272, Shepheard-Walwyn, 1996 (ISBN 0856831328), p. 159-160.
- Richard Eales, « William of Ypres, styled count of Flanders (d. 1164/5) », Oxford Dictionary of National Biography, Oxford University Press, 2004.